# Kreuzherren mit dem Roten Stern

Das namengebende Symbol des Ordens

Der Ritterorden der Kreuzherren mit dem Roten Stern (lateinisch Ordo militaris Crucigerorum cum rubea stella, tschechisch Rytířský řád křižovníků s Červenou hvězdou), kurz Kreuzherren mit dem Roten Stern, ist ein in Tschechien und Österreich tätiger katholischer Orden. Es ist der einzige in den böhmischen Ländern gegründete Kirchenorden und zugleich der einzige von einer Frau gegründete männliche Orden der Welt. Die Grundaufgabe des Ordens besteht aus zwei Säulen. Die erste ist die Seelsorge in den Ordenspfarreien, die zweite ist das Hospitalcharisma, das ihm von seiner Gründerin, der heiligen Agnes von Böhmen, in den Anfängen anvertraut wurde.
Der Orden besteht heute als Gemeinschaft von Regularkanonikern und es ist derzeit ein Priesterorden. Das in der Vergangenheit im Orden vorhandene Institut der Ordensbrüder verschwand im 18. Jahrhundert. Der Generalobere des Ordens trägt den Titel Großmeister und General und ist ein benedizierter Abt. Seinen offiziellen Sitz hat er im Prager Kreuzherrenkloster am Altstädter Fuß der Karlsbrücke. Die Ordensdevise lautet lateinisch Concordia res parva crescunt. Discordia res maxima dilabuntur. ‚Durch Eintracht wachsen die kleinen Dinge. Durch Zwietracht zerfallen die größten.‘
Zum 1. Januar 2021 zählte der Orden 18 Mitglieder.

## Geschichte

### Mittelalter

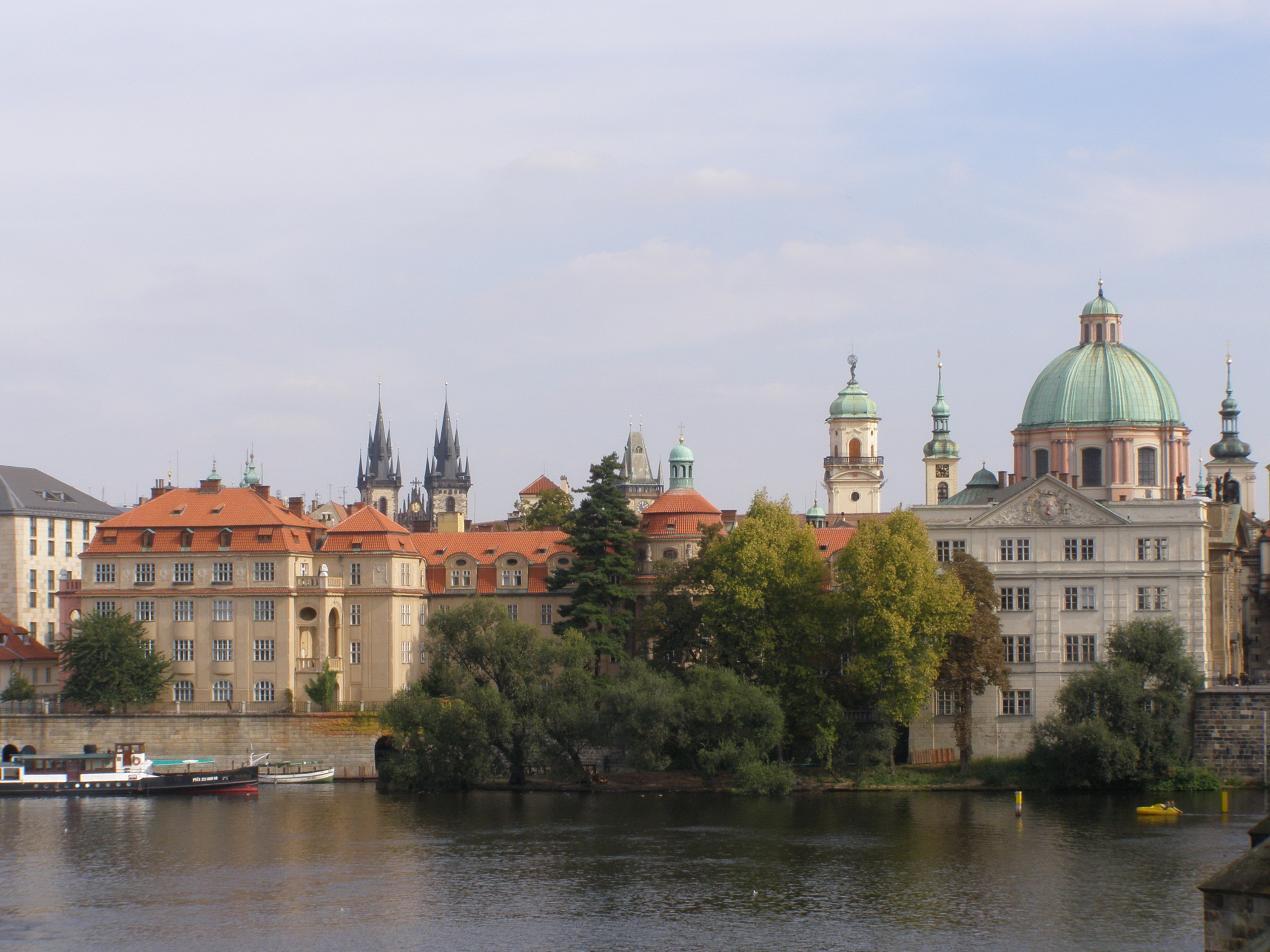
Das Kreuzherrenkloster in der Prager Altstadt, rechts die Kuppel der Kreuzherrenkirche

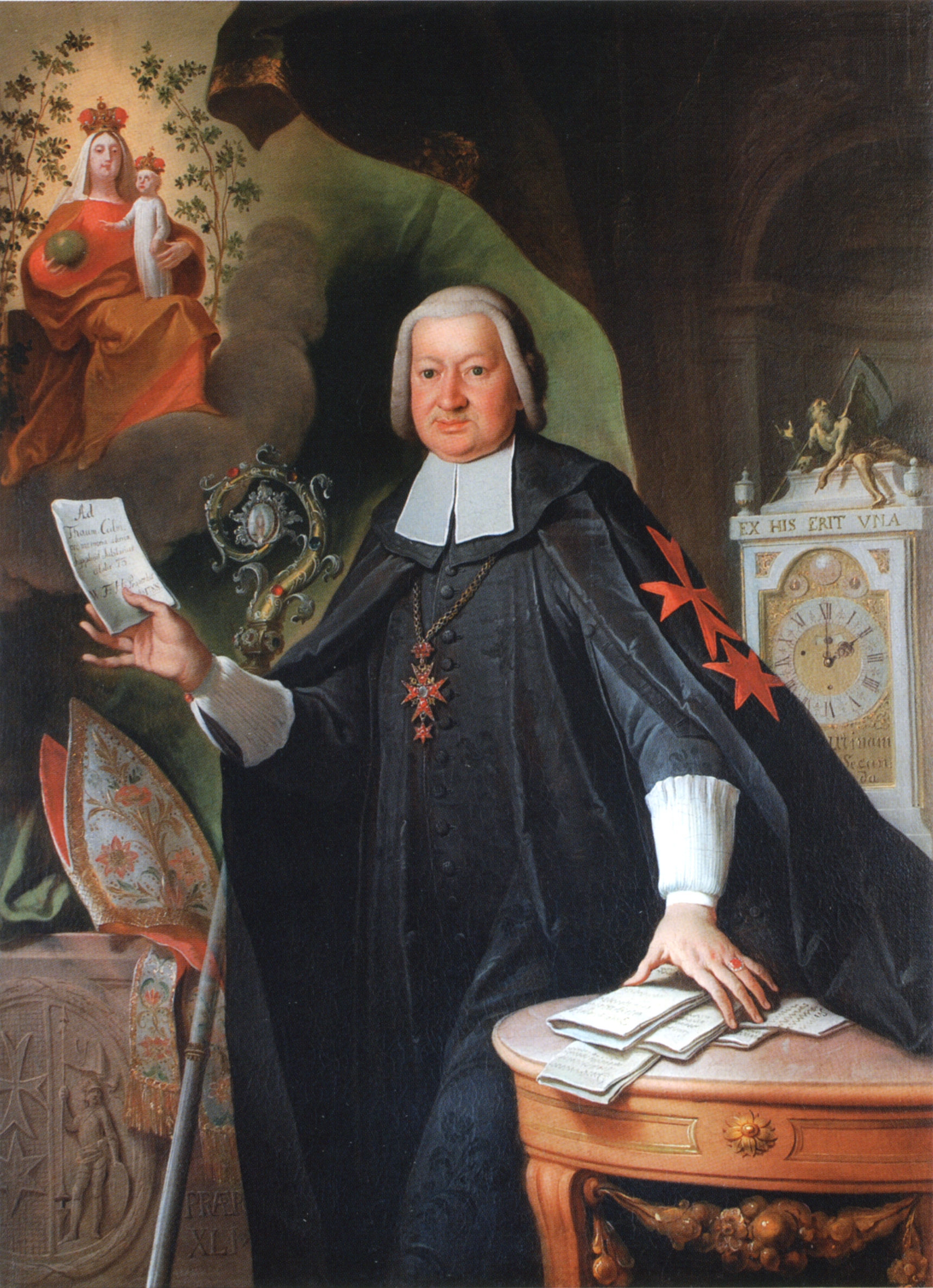
Wenzel Friedrich Hlava, Propst der Kreuzherren mit dem roten Stern

1233 gründete die heilige Agnes von Böhmen an ihrem Kloster in Prag „Na Františku“, eine Spitalbruderschaft, die sich der Pflege von Alten, Kranken und anderen Bedürftigen widmete. Einige Jahre später, im Jahre 1237, wurde diese Spitalbruderschaft von Papst Gregor IX. zu einem selbstständigen Orden des päpstlichen Rechts erhöht. Damit entsteht der einzige Männerorden rein tschechischen Ursprungs und der einzige von einer Frau gegründete Männerorden der Welt. An ihren heutigen Standort am Fuß der Prager Brücke (Judithbrücke, Karlsbrücke) zogen die Kreuzherren 1252. Hier betrieben sie nicht nur die Spitalpflege, sondern wurden auch zu Verwaltern der Brücke. Nach und nach erweiterten sie ihre Tätigkeit auf weitere Standorte im heutigen Tschechien: České Budějovice (Budweis), Eger (Cheb), Litoměřice (Leitmeritz), Trutnov (Trautenau), Stříbro (Mies), Hradiště sv. Hypolita (Pöltenberg) usw. Dank der Initiative von Agnes’ Schwester Anna begann er auch im schlesischen Breslau zu arbeiten.
Während der Hussitenkriege im 15. Jahrhundert wurde die Tätigkeit vieler Ordensspitäler unterbrochen und einige verschwanden vollständig. In kritischen Momenten wurde auch der Sitz des Großmeisters vorübergehend nach Cheb (Eger) verlegt. Das Prager Spital wurde weiterbetrieben. Nach dem Ende der Hussitenkriege kam es zu einer gewissen funktionalen Umwandlung des Ordens. Wegen Priestermangels wurden die Mitbrüder in die Seelsorge versetzt, das Spitalwesen wurde jedoch nicht aufgegeben.

### Frühe Neuzeit
Trotz der Reformation trat der Orden in relativ gutem Zustand in die Frühe Neuzeit ein. 1562 wurde der Großmeister Anton Brus von Müglitz Prager Erzbischof. Mit dieser Ernennung endet die jahrzehntelange Sedisvakanz des Prager Erzbischofssitzes. Die Zusammenlegung des Großmeisters- und des Prager Erzbischofsamtes setzt dann bei seinen Nachfolgern fort. Der Orden gewinnt damit eine prestigeträchtige Stellung, ist aber gleichzeitig gezwungen, das stark verarmte Erzbistum Prag wirtschaftlich zu unterstützen und Mittel für dessen Entwicklung bereitzustellen.
Von diesem langen Zeitabschnitt sind besonders die letzten beiden Großmeister und Erzbischöfe Ernst Adalbert von Harrach und Johann Friedrich von Waldstein zu erwähnen. Ernst Adalbert von Harrach übernahm 1623 die Leitung des Ordens. 1626 wurde er vom Papst Urban VIII. zum Kardinal ernannt. Er starb 1667, womit er zum dienstältesten Großmeister des Ordens wird. Nach seinem Tod wurde Johann Friedrich von Waldstein zum Großmeister, der in vielerlei Hinsicht an seinen Vorgänger anknüpfte. Es setzte den Klosterumbau an der Karlsbrücke fort, abgeschlossen mit dem Bau einer neuen Kirche nach Projekt des Architekten Jean Baptiste Mathey. 1692 wurde von ihm und mit großzügiger Hilfe seines späteren Nachfolgers und Ordenspriors Jiří Ignác Pospíchal der Aufbau des Agnesspitals in Prag vollendet, an der Stelle des heutigen Café Slavia an der Ecke des Smetana-Kai und der Nationalstraße.
Die nächste Blütezeit erlebte der Orden vor allem in der ersten Hälfte des 18. Jahrhunderts. Der Großmeister Johann Franz Franchimont von Frankenfeld empfing vom Papst Clemens XI. für sich und seine Nachfolger das Recht, Pontifikalien zu verwenden (Mitra, Bischofsstab, Bischofsring usw.). Dieses Recht wurde später bis zum II. Vatikanischen Konzil auch dem Propst in der Propstei Pöltenberg zuerkannt. Im 18. Jahrhundert expandierte der Orden auf weitere Standorte außerhalb der Böhmischen Krone. 1723 begann er am St.-Martin-und-Leopold-Spital in Pressburg seine Tätigkeit, 1733 am Spital der Karlskirche in Wien. 1770 werden die Kreuzherren von Maria Theresia mit der Seelsorge auf der Burgpfarre der Budaer Burg beauftragt. Der Orden stellte in dieser Zeit bedeutende Künstler seiner Zeit an. Kilian Ignaz Dientzenhofer baute die Kirche St. Maria Magdalena (kostel sv. Máří Magdalény) in Karlsbad, Johann Bernhard Fischer von Erlach die Karlskirche am Karlsplatz in Wien. Für den Orden arbeiten die Maler Wenzel Lorenz Reiner, Peter Johann Brandl, Karel Škréta, Michael Willmann.

### 19. Jahrhundert
Bereits das letzte Drittel des 18. Jahrhunderts war in der Ordensgeschichte von großen Veränderungen geprägt. Im Rahmen der josephinischen Reform wurden Spitale in Prag (1785) und in Pressburg (1786) geschlossen. Dieser Trend, die Spitalpflege zu dämpfen, setzt dann im gesamten 19. Jahrhundert fort. Als gewisser Ersatz oder eine neue Form der Spitalpflege kann man die Initiative des Großmeisters Josef Antonín Köhler bezeichnen, der in Karlín das erste Kinderbetreuungszentrum Tschechiens gründet. Insgesamt kommt es jedoch zu einer gewissen Abschwächung der Spitaltätigkeit und der Schwerpunkt verlagert sich vor allem in die Seelsorge in den anvertrauten Pfarreien.
Der Orden ist in dieser Zeit aus politischen Gründen gezwungen, die meisten seiner Auslandsniederlassungen aufzugeben (Pressburg 1786, Breslau 1810, Budapest 1882). Diese Verluste werden jedoch hauptsächlich Ende des 19. und Anfang des 20. Jahrhunderts ersetzt durch Steigerung der Aktivitäten an bestehenden Standorten oder durch völlig neue Standorte in Tschechien (Rybáře, Věteřov bei Kyjov).
Aus der Ordensgeschichte der ersten Hälfte des 19. Jahrhunderts ist auch das Schicksal des Ordensbruders P. Karel Postl erwähnenswert. Dieser verließ 1823 während seines Gesundheitsaufenthalts in Karlsbad den Orden heimlich. Erst nach seinem Tod und im Zusammenhang mit dem Nachlassverfahren wird sein weiterer Lebensweg bekannt. Nach seinem heimlichen Abschied vom Orden wurde er zum erfolgreichen Schriftsteller, der unter dem Pseudonym Charles Sealsfield veröffentlicht.
Der wohl wichtigste Moment in der Ordensgeschichte des 19. Jahrhunderts ist der 3. Dezember 1874. An diesem Tag wird die Ordensgründerin Agnes von Böhmen von Papst Pius IX. seliggesprochen. Damit wird ein wichtiger Meilenstein auf dem Weg zu ihrer späteren Kanonisation, nämlich der Heiligsprechung, überwunden.
Auch im 19. Jahrhundert und vor allem zu Beginn des 20. Jahrhunderts setzt der Orden seine umfangreiche Bautätigkeit und künstlerische Aktivitäten fort. Neben laufenden Reparaturen und Renovierungen von Ordenskirchen, -pfarrhäusern oder -höfen kommen auch Bauarbeiten größerer Art an die Reihe. Mitte des 19. Jahrhunderts wird der zum Kreuzherrenplatz führende Flügel des Generalats des Prager Klosters umgebaut und um ein Stockwerk erhöht. Zu Beginn des 20. Jahrhunderts werden neue Kirchen und Pfarrhäuser gebaut: in Rybáře, in Milhostov bei Franzensbad, in Řevnice und in Věteřov bei Kyjov. Dieses findet seinen Höhepunkt in der umfangreichen Renovierung des Klosters an der Karlsbrücke, die nach Plänen des Architekten Josef Sakař 1912 fertiggestellt wird. Von der ursprünglichen Anlage bleiben nur noch die Kirche, der Flügel des Generalats und der wertvolle spätgotische Teil des sog. alten Priorats erhalten. Die anderen meist frühbarocken Bauten werden durch moderne Jugendstil-Neubarockbauten ersetzt. Aber es betrifft nicht nur Architektur. In dieser Zeit arbeiten weitere bedeutende Künstler für den Orden, insbesondere aus der sog. Generation des Nationaltheaters: Josef Václav Myslbek, František Ženíšek, Václav Brožík.
Auch die wirtschaftliche Seite der Ordenstätigkeit darf nicht übersehen werden. Sie bedarf aber noch tiefergehender historischer Forschung. Wir wissen jedoch bereits, dass die Kreuzherrenbrauerei an der Karlsbrücke 1841 mit dem Abfüllen des Biers in Flaschen als erste in Tschechien begann.

### 20. und 21. Jahrhundert

#### 1900–1945
Das erste Jahrzehnt, verbunden mit dem Wirken des Großmeisters und Generals Frantz Xaver Marat, ist vom umfassenden architektonischen Aufschwung des Ordens geprägt, der im Umbau des Klosters an der Karlsbrücke (1908–1912) seinen Höhepunkt findet. Ganz anderer Natur sind die Aufgaben, die von seinem Nachfolger, dem zweiten dienstältesten Großmeister und General Josef Vlasák vorbereitet werden. Er tritt in sein Amt in den schwierigen Jahren des Ersten Weltkriegs, setzt in der nicht immer einfachen Periode der Ersten Republik fort, gefolgt von der Zeit der Nazi-Okkupation, um seine Tage in der Zeit des aufkommenden kommunistischen Regimes abzuschließen.
Während des Ersten Weltkriegs hat er mit einem großen Lebensmittelmangel für das Kloster und sein Spital zu kämpfen. Nach 1918, in der stürmischen Atmosphäre der neu entstehenden jungen Tschechoslowakischen Republik, gibt es die Rede von der Aufhebung aller Klöster. Das hätte für die Kreuzherren als einem tschechischen und hauptsächlich in den tschechischen Ländern tätigen Orden fatale Folgen. Mit anderen bereitet er also die mögliche Verlagerung des gesamten Ordens in die USA vor. Erfreulicherweise stabilisiert sich die Lage allmählich und der Orden kann somit an seinen traditionellen Standorten weiterarbeiten. Trotz der wirtschaftlichen Schwierigkeiten, verursacht durch die Bodenreform und die Weltwirtschaftskrise, setzen die Kreuzherren ihre Spital- und Sozialarbeit fort, finanzieren die Renovierung des Agnesklosters und den Bau neuer Kirchen in der Prager Vorstadt.
1938, nachdem einige Gebiete des tschechoslowakischen Territoriums durch das Münchner Abkommen an das Großdeutsche Reich abgetreten werden, befinden sich viele wichtige Ordensniederlassungen, insbesondere in Westböhmen, außerhalb der Tschechoslowakei.
Angesichts der plötzlichen Situation und der geistlichen Bedürfnisse der Gläubigen in den anvertrauten Pfarrgemeinden wird zwischen dem Orden und der Zisterzienserabtei Vyšší Brod eine Abmachung geschlossen. Gegenstand der Vereinbarung ist die gegenseitige Hilfeleistung in der Seelsorge. Die Kreuzherren übernehmen die Seelsorge in den tschechischsprachigen Pfarrgemeinden von Vyšší Brod, reziprok werden einige der Kreuzherren-Pfarreien in den an das Großdeutsche Reich abgetretenen Gebieten von den Zisterziensern von Vyšší Brod verwaltet.
1941, kurz vor dem Tod des Prager Erzbischofs Kardinal Karel Kašpar, wird der Großmeister der Kreuzherren von den Nazi-Behörden plötzlich gezwungen, nach Brünn umzuziehen, wo er in der Augustinerabtei in Alt-Brünn Zuflucht findet. Ein Jahr später, 1942, wird der Orden von deutschen Behörden gezwungen, sein Kloster an der Karlsbrücke zu verlassen. Bei Kriegsende muss er sogar die Seelsorge an seiner Hauptkirche St. Franziskus Seraphinus an der Karlsbrücke aufgeben. Während des Krieges werden einige Mitbrüder wiederholt von der nationalsozialistischen Macht verfolgt. Die Mitbrüder P. Karel Weis und P. Ladislav Sirový werden daraufhin im Konzentrationslager Dachau inhaftiert. Die Befreiung und das Kriegsende im Mai 1945 ermöglichen die Wiederherstellung der Ordenstätigkeit im Kloster an der Karlsbrücke. Im Zusammenhang mit der Vertreibung der deutschsprachigen Bevölkerung ziehen zu dieser Zeit deutschsprachige Mitbrüder mit ihren Gemeindemitgliedern vorwiegend nach Deutschland.

#### 1948–1989
Im Rahmen der Aktion K wird das Kloster am 27. April 1950 von der Staatssicherheit besetzt. Aus Altersgründen wird der Großmeister auf die Ordenspfarre an der Kirche St. Peter am Poříčí versetzt. Andere Mitbrüder werden in die Zentralisierungsklöster in Broumov, Králíky, Želiv transportiert. Ausgewählte Mitbrüder von den Ordenspfarreien werden wiederholt verfolgt und inhaftiert. P. A. Dragoun wird sogar zweimal verurteilt. Erst 1951, dann wieder 1959. Die längste Haftstrafe wird gegen P. J. Šebest, den Verwalter der Pfarrgemeinde Františkovy Lázně (Franzensbad), verhängt. Er wird zu 17 Jahren Haft verurteilt und seine Haftstrafe verbringt er teilweise in Zwangsarbeit im Uranbergwerk Jáchymov. Die zweitlängste Strafe wird gegen P. B. Rákosník, den Verwalter in Kynšperk nad Ohří, verhängt. Er wird zu 13 Jahren Haft verurteilt. Andere Mitbrüder bekommen etwas mildere Strafen. Es gibt jedoch auch Mitbrüder, die aus verschiedenen Gründen mit dem totalitären Regime zusammenarbeiten (P. Jan Mára, P. František Xaver Dítě). Die frei gelassenen Klostergebäude werden zunächst dem Gesundheitsministerium übergeben, später werden sie zu einem der Hauptquartiere der Staatssicherheit in Prag. Die Ordenspriester dürfen jedoch weiterhin in der Kreuzherrenkirche an der Karlsbrücke dienen. Während der gesamten Kommunismus-Ära gibt es hier jederzeit mindestens einen Kreuzherrenpriester. Nach dem Tod des Großmeisters Josef Vlasák im Dezember 1958, bleibt das Amt bis 1988 frei. Im Jahre 1988, in der Zeit der Lockerung der kirchenfeindlichen Staatspolitik, wird zum 46. Großmeister und General der Ordensbrüder Ladislav Sirový gewählt. Anschließend wird er vom Prager Erzbischof Kardinal František Tomášek in einer geschlossenen Zeremonie in der Erzbischofspalastkapelle eingeweiht.
Am 12. November 1989 sprach Johannes Paul II. Agnes von Böhmen heilig.

#### 1989 bis heute

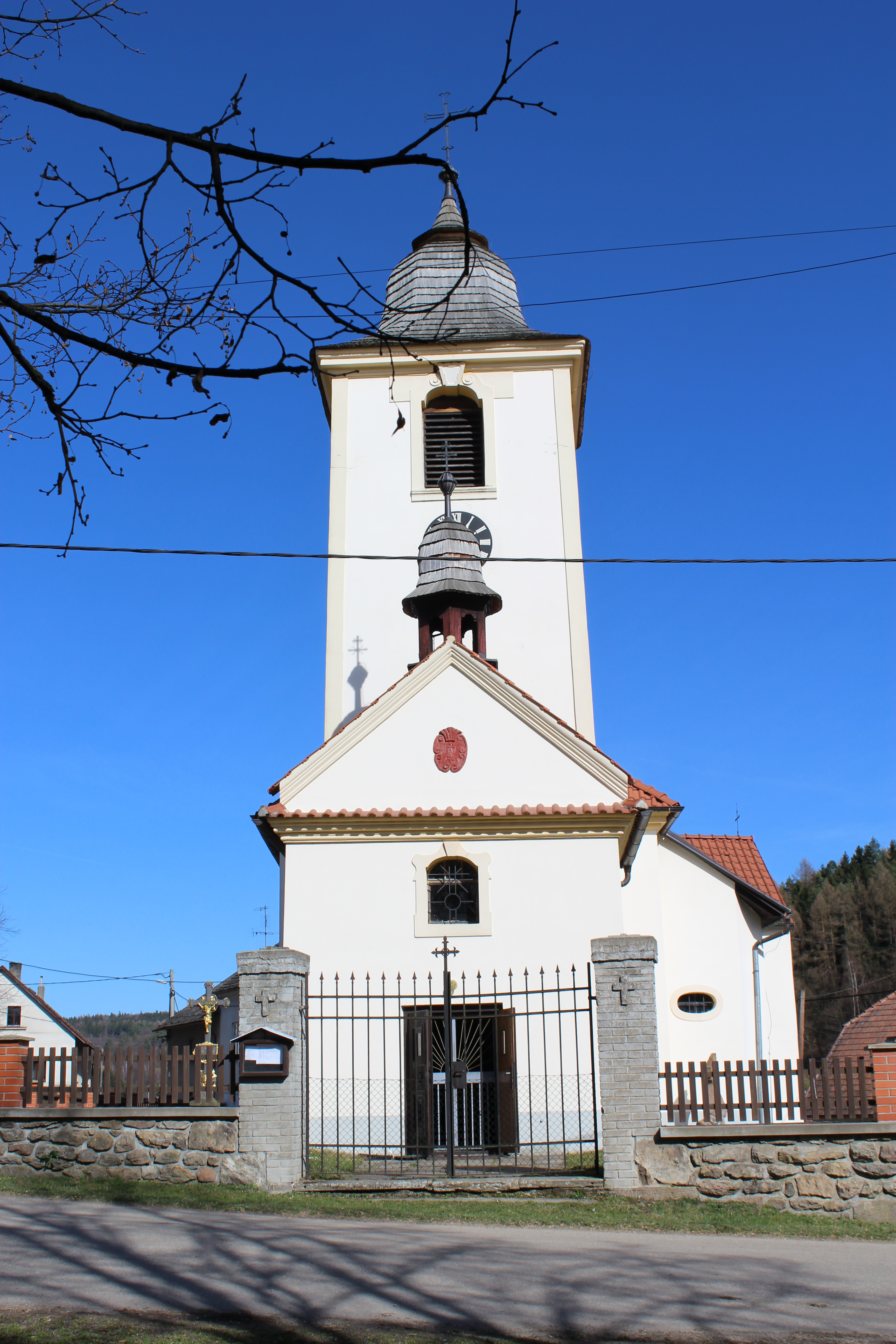
Wappen des Ritterordens der Kreuzherren mit dem Roten Stern an der Kirche St. Jakob der Größere in Popovice / Okres Benešov. In den Jahren 1729 bis 1795 hatten die Kreuzherren das Dorf Popovice im Besitz und die Kirche wurde damals erweitert.

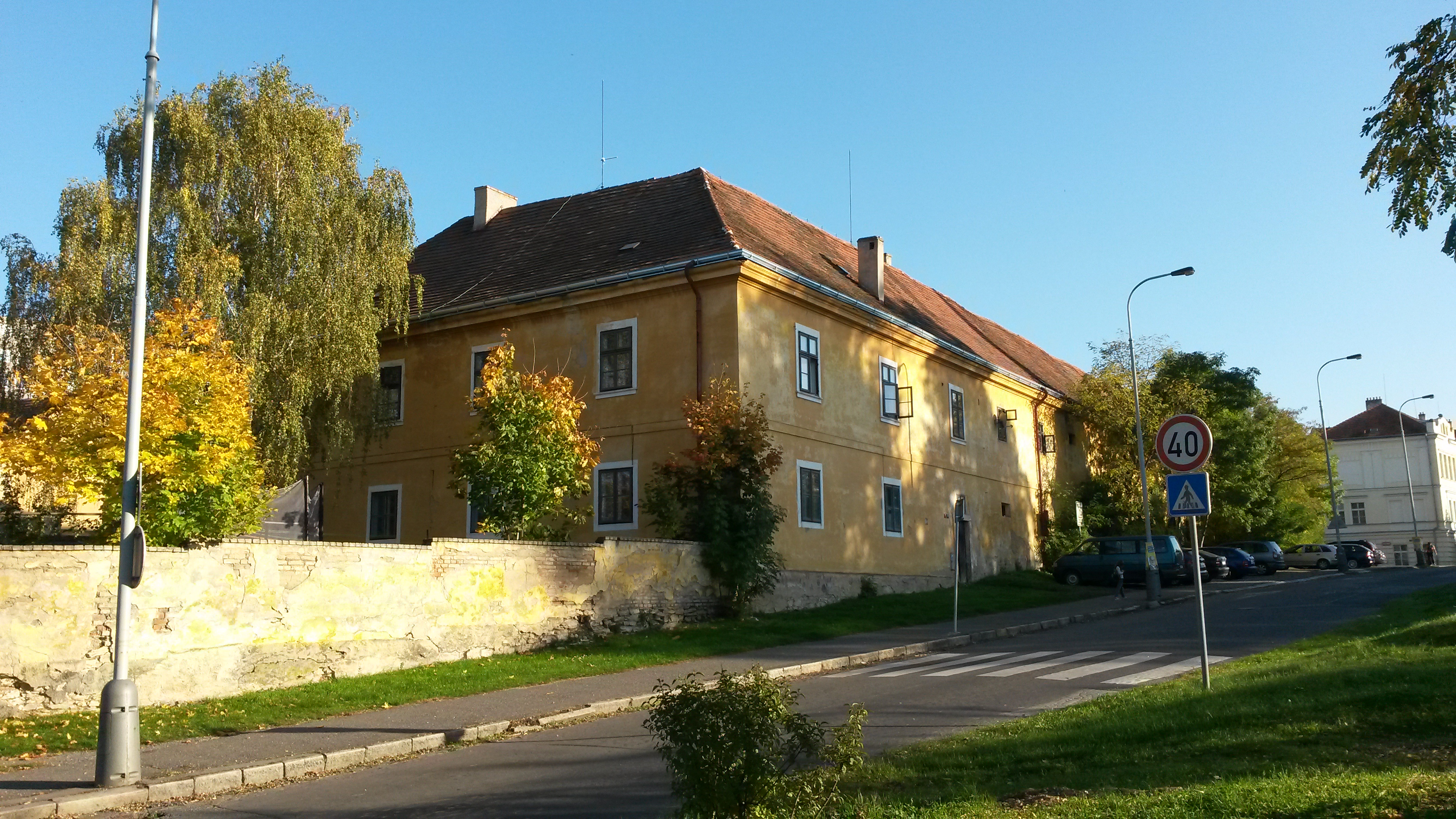
Kreuzherrenhof in Hloubětín

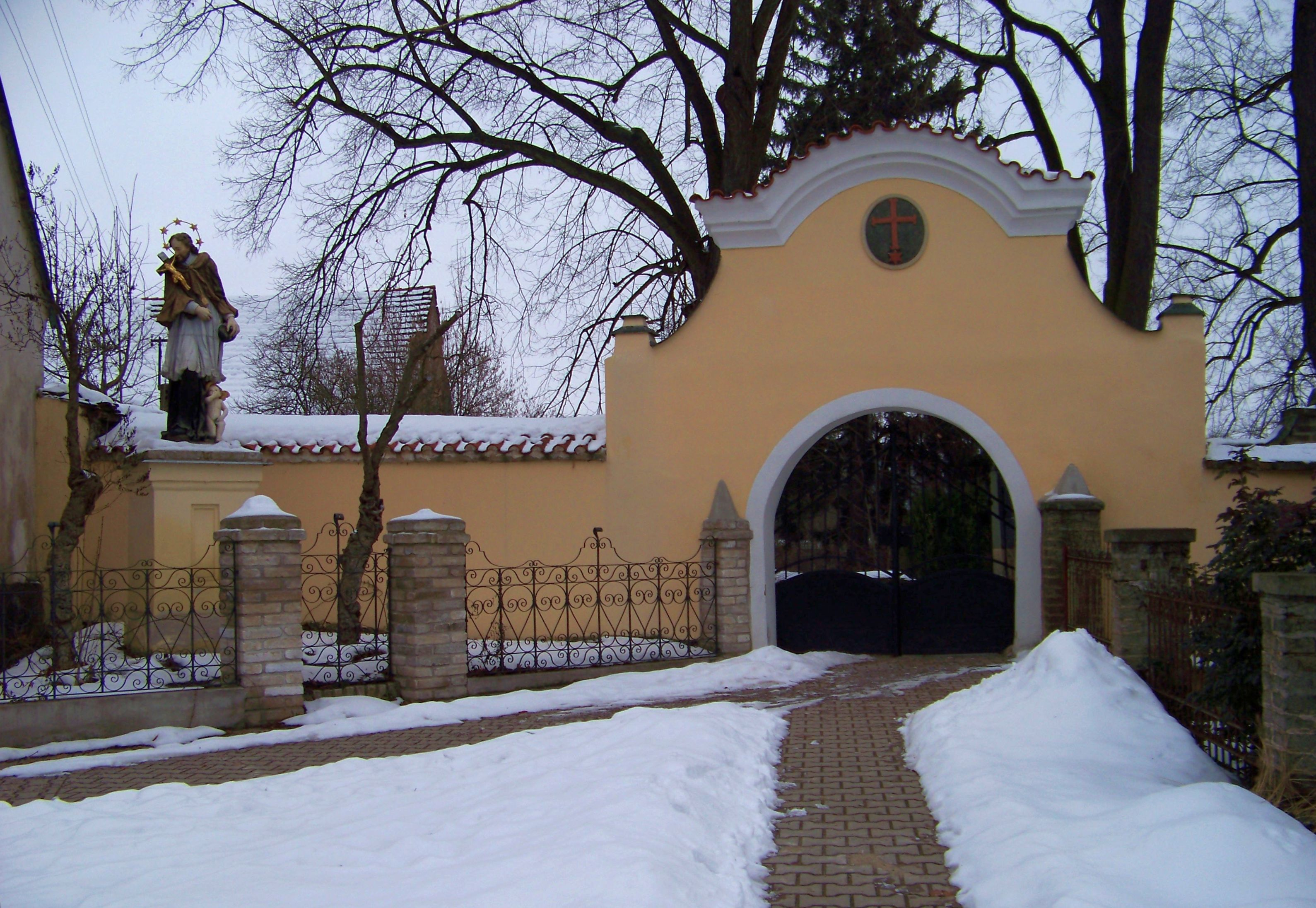
Portal des Pfarrhauses in Řevnice mit dem Emblem der Kreuzherren und der Statue des Guten Hirten

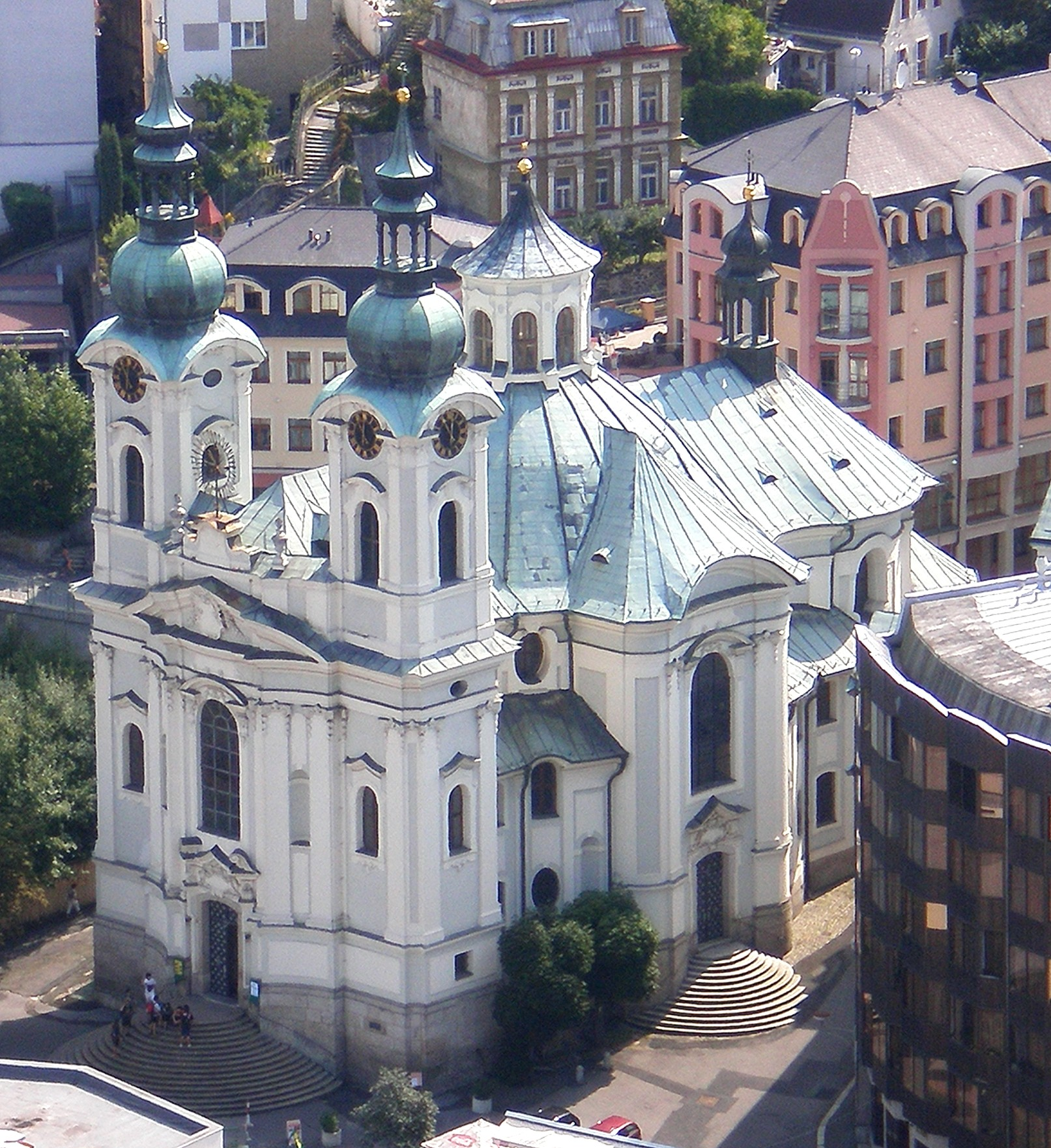
Maria-Magdalena-Kirche in Karlsbad

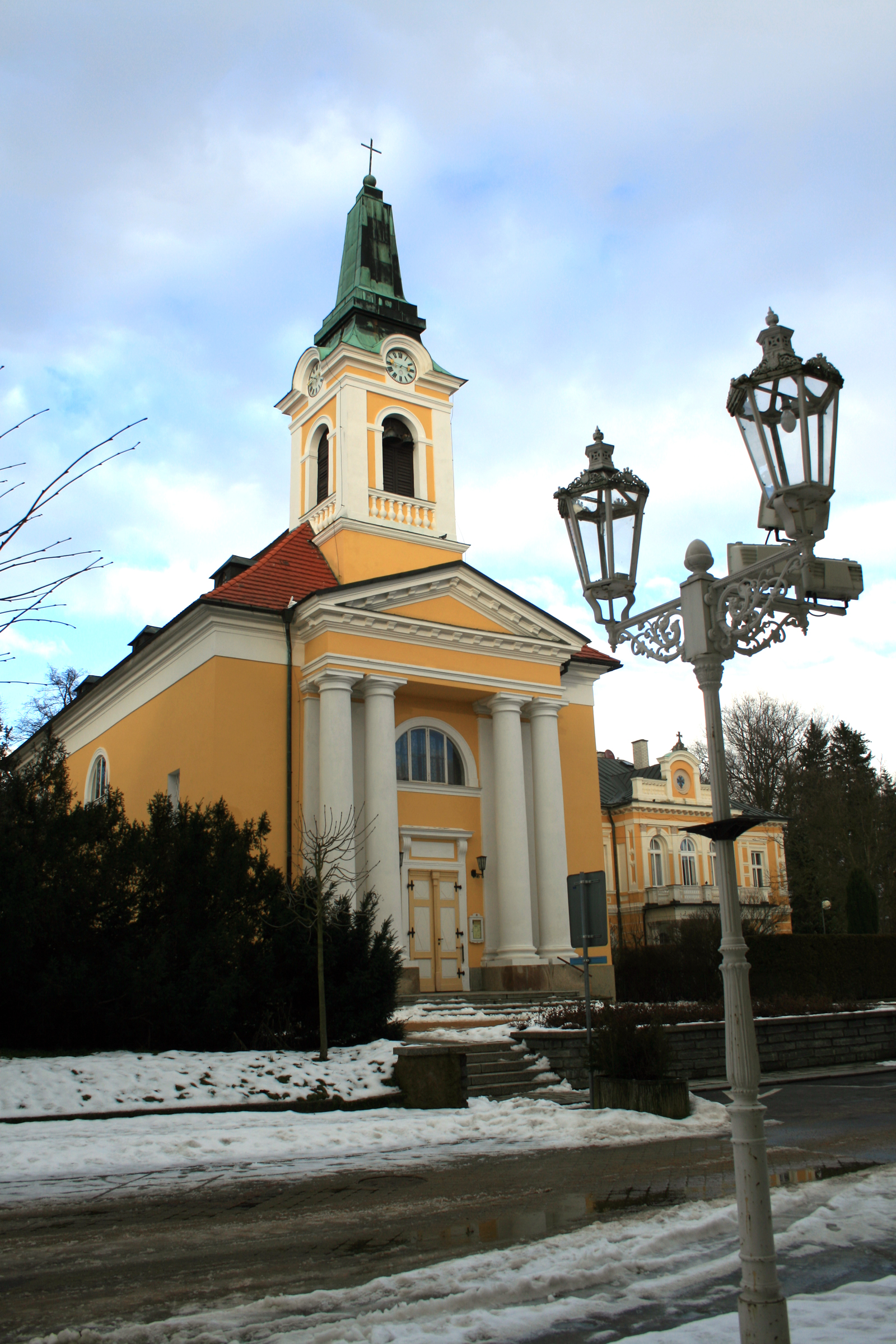
Kreuzerhöhungskirche in Franzensbad

Nach der Samtenen Revolution im November 1989 nimmt der Orden seine Tätigkeit offiziell wieder auf und kehrt in sein Kloster an der Karlsbrücke zurück. Ein tragisches Ereignis am 12. Februar 1992 markiert die Weiterentwicklung des Ordens: Infolge eines schweren Verkehrsunfalls stirbt der Großmeister JUDr. Ladislav Sirový. Angesichts der Situation gibt es keine Neuwahl des Großmeisters. Die Ordensverwaltung übernimmt vorübergehend der Bischof František Lobkowicz OPraem. Erst 2001 übernimmt die Führung des Ordens der neue Großmeister P. Jiří Kopejsko, der langjährige Pfarrer des Wallfahrtsortes Chlum Svaté Maří. Nach seiner Pensionierung 2011 übernimmt das Amt der jetzige 48. Großmeister und General PharmDr. Josef Šedivý, der langjährige Pfarrer der Ordenspfarrgemeinde in Věteřov bei Kyjov.
Papst Franziskus ehrt 2015 den Ordensbruder P. Jaroslav Ptáček für seine Verdienste um die Entwicklung des Ordens und des Ordensnachwuchses mit der päpstlichen Auszeichnung Pro Ecclesia et Pontifice.
Der Orden bemüht sich während der ganzen nachrevolutionären Zeit, das Vermächtnis seiner Gründerin zu erfüllen, ob in der Seelsorge in den anvertrauten Pfarreien in Tschechien und Österreich oder durch die Spitaltätigkeit (Katholische Mädchensekundarschule, Patronat im Krankenhaus der Barmherzigen Schwestern vom heiligen Karl Borromäus in Prag unter dem Berg Petřín, Kreuzherren-Pflegedienst und die Kreuzherren-Hospizpflege in Vorbereitung).

## Niederlassungen
Gegenwärtig ist der Orden in Tschechien und in Österreich tätig, vor allem in der Seelsorge. Es ist eine Gemeinschaft von Regularkanonikern. Der Großmeister hat im Prager Kreuzherrenkloster am Altstädter Fuße der Karlsbrücke seinen Sitz.
Der Orden übt seine Tätigkeiten an folgenden Orten aus:

### Tschechien
- Borotice/Okres Příbram – Mariä-Himmelfahrt-Kirche (Nanebevzetí Panny Marie)
- Český Krumlov (ehemaliger Minoritenkloster Krumau) – Kirche Leibes Christi und Jungfrau Maria (Božího těla a Panny Marie)
- Dobřichovice – Kapelle St. Judas Thaddäus (sv. Judy Tadeáše)
- Františkovy lázně (Franzensbad) – Kreuzerhöhungskirche (Povýšení sv. Kříže)
- Hradiště sv. Hypolita (Pöltenberg) bei Znaim – St.-Hippolyt-Kirche (sv. Hypolita)
- Chlum Svaté Máří (Maria Kulm) – Wallfahrtskirche Mariä Himmelfahrt und St. Maria Magdalena (Nanebevzetí Panny Marie a svaté Máří Magdaleny)
- Karlovy Vary (Karlsbad) – Kirche St. Maria Magdalena (sv. Máří Magdalény)
- Litoměřice (Leitmeritz) – Kathedrale St. Stephan (Katedrála sv. Štěpána)
- Mašovice – Kirche Johannes des Täufers (Jana Křtitele)
- Popice – Kirche St. Andreas (sv. Ondřeje)
- Prag
  - Altstadt – Kreuzherrenkirche St. Franziskus von Assisi (Ordenssitz) mit dem Kreuzherren-Konvent (sv. Františka z Assisi)
  - Hloubětín – Georgskirche (sv. Jiří) und der Kreuzherrenhof
  - Poříčí – Kirche St. Peter am Poříčí (sv. Petra na Poříčí)
  - Slivenec – Allerheiligenkirche (Všech svatých)
  - Ďáblice – Kapelle der Heiligsten Dreifaltigkeit und St. Wenzel (Nejsvětější Trojice a svatého Václava)
- Starý Knín – Kirche St. Franziskus von Assisi (sv. Františka z Assisi)
- Tachov – Mariä-Himmelfahrt-Kirche (Nanebevzetí Panny Marie)
- Tursko – Kirche St. Martin (sv. Martina)
- Unhošť – Kirche St. Peter und Paulus (sv. Petra a Pavla)
- Věteřov – Kirche St. Kyrill und Method (sv. Cyrila a Metoděje)
- Živohošť – Kirche St. Fabian und Sebastian (sv. Fabiána a Šebestiána)
- Most – St.-Wenzel-Kirche (sv. Václava)
- Cheb – St.-Bartholomäus-Kirche (sv. Bartoloměje)
- Kynšperk nad Ohří – Pfarrkirche Mariä Himmelfahrt (Nanebevzetí Panny Marie)
- Milhostov – St.-Nikolaus-Kirche (sv. Mikuláše)

### Österreich
- Wien
  - Karlskirche (Kirche St. Karl Borromäus)
  - Maria am Gestade
  - Salvatorkirche